# Schutt Glacier
Schutt Glacier är en glaciär i Antarktis. Den ligger i Östantarktis. Nya Zeeland gör anspråk på området. Schutt Glacier ligger 1 210 meter över havet.
Terrängen runt Schutt Glacier är huvudsakligen kuperad, men åt sydost är den platt. Terrängen runt Schutt Glacier sluttar söderut. Trakten är obefolkad. Det finns inga samhällen i närheten. 